# Eä
Eä (quenya: "det værende") er quenya for universet og den skabte verden i J.R.R. Tolkiens fantasy-univers.
Eä blev skabt af højguden Eru, da han i tidernes morgen lod ainurne – væsener født af hans tanker – opføre en mangestemmig sang, hvoraf Eru dannede verden. I denne verden valgte visse ainur at stige ned, og disse blev dér til de valar og maiar, der styrer den skabte verden. Uden for Eä siges at ligge afgrunden samt Erus Tidløse Haller, hvor han og de øvrige ainur har hjemme.
I Eä findes Arda, den klode, hvorpå handlingen i Tolkiens værker udspiller sig.